# チンギス・イルディリム
チンギス・イルディリムの通称でよく知られているチンギズ・イルドゥルム（イリドルィム）・オグル・スルタノフ（アゼルバイジャン語: Çingiz İldırım oğlu Sultanov, ロシア語: Чингиз Ильдрым оглы Султанов, 1890年7月10日 – 1941年7月27日）は、クルド系アゼルバイジャン人のボリシェヴィキ革命家で、赤軍のアゼルバイジャン侵攻によって成立したアゼルバイジャン・ソビエト社会主義共和国の初代陸海軍人民委員（大臣）を務めた。1926年には鉄道輸送所管の人民委員としてバクー市内でソ連初となる鉄道の電化工事を指揮し、電化を果たした。

## 革命家以前
イルディリムは、1890年7月10日にロシア帝国エリザヴェトポリ県（現在はアゼルバイジャン領内）クバトルィに居住するクルド系アゼルバイジャン人の地主の家庭に生まれた。イルディリムは、父が設立した地元の村学校に通った。村学校を卒業した後、シュシャの学校に進学し、その学校が1906年に閉校した後は、ウラジカフカスの学校に移り、1909年に卒業した。同年、サンクトペテルブルク工科大学冶金学部に入学した。大学在学中に彼は父を亡くし、学費と生活の為に昼夜休みなく働かなければならなくなった。1916年に彼は冶金工学専門の技術者として大学を卒業し、アイヴァスの工場に就職した。彼は高いスキルを持った技術者であった。
1917年ロシア暦2月の二月革命で皇帝ニコライ2世が退位して君主制が崩壊し、亡命先のフィンランドから帰国したウラジーミル・レーニンがペトログラードの鉄道駅で4月3日に行なった演説に深く感銘を受けたイルディリムは共産主義活動に身を投じることを決意した（イルディリムの入党は、1920年4月にアゼルバイジャンが赤化された後であったとの説もある）。

## アゼルバイジャン民主共和国体制の打倒
ボリシェヴィキに入党したイルディリムは十月革命に際して冬宮襲撃に参加した後、新しく設立されたソビエト国際連合委員会で働き、ロシア・ソビエト共和国の人民委員部の下でムスリムを所管する事務局に所属した。イルディリムは、後に「イルディリミエ」と呼ばれるムスリム労働者赤軍を創設することを提案した。最初のイルディリミエは1918年6月にペトログラードとシマルに結成された。また彼はペトログラード労働者・兵士代表ソビエトの代議員に選出された。『Qızıl Şimal（黄金のシマル）』と『Hürriyyət（自由）』の新聞を発刊した。1919年にシュシャに帰還したイルディリムは、共産主義の宣伝活動を続け、カラバフの副総督に就任する。なお、カラバフの正総督は従兄でアゼルバイジャン民主共和国の国防大臣と農業大臣を務めるホスロフ・ベイ・スルタノフであった。1920年3月22日から26日の期間、シュシャ虐殺と呼ばれるシュシャでのアゼルバイジャン人によるアルメニア人の虐殺（アゼルバイジャンからすれば、シュシャでのアルメニア人の蜂起）が起こる。イルディリムは8月に首都バクーに召喚され、ミュサヴァト党が第一党で政権を握っていたアゼルバイジャン民主共和国体制の期間、彼はボリシェヴィキ党員であったのにもかかわらずアゼルバイジャン海軍の副指令と港湾局長の地位を与えられた。彼はロシアに石油を輸送する特別海軍遠征隊を創設した。
1920年4月27日、赤軍第11軍がバクーを侵攻した時、イルディリムはアゼルバイジャン民主共和国政府の打倒に重要な役割を果たした。赤軍艦隊の安全を図るため、バクーの沿岸にある強力な長距離砲とバクーのバイロヴォ地区の標高最高地点にある大砲を、イルディリム率いる7隻の軍艦（内5隻は大規模で強力な大砲を搭載する）で破壊する任務を請け負った。彼は27日早朝、6000人のバクー防衛用の将兵を率いてバクー士官学校に入り、士官候補生たちを武装解除した。更にバイロヴォの兵器庫を押収し、沿岸の軍港と造船所を掌握。バイロヴォ刑務所も占領してそこに収監されていた政治犯を解放したが、その囚人の中には、著名な革命家ダダシュ・ブニアザーデらが含まれていた。また、カスピ海のバクー湾に浮かぶ対岸のナルギン島を砲撃しながら包囲し占領した。4月28日、イルディリムはアゼルバイジャン民主共和国の議会に「ボルシェヴィキに2時間権力を引き渡さない場合、議会に突入する」と最後通牒の布告を出した。彼は23か月続いたアゼルバイジャンの独立状態の幕引き役となった。バクーでソビエト権力を樹立する上で重要な役割を果たしたチンギス・イルディリムは、4月28日に成立したアゼルバイジャン社会主義ソビエト共和国の初代陸海軍人民委員に任命された。これらの功績により、チンギス・イルディリムは赤旗勲章を授与された最初のアゼルバイジャン人となった。

## ソ連時代
4月28日、イルディリムはアゼルバイジャン・ソビエト社会主義共和国の初代陸海軍人民委員に就任し、6月26日までの短い期間在任した。逮捕拘束された民主共和国軍の将軍であるサメド・ベイ・メフマンダロフとアリ＝アガ・シフリンスキーをイルディリムは説得してソビエト政府に協力することを同意させた。
1921年からロシア社会主義連邦ソビエト共和国は、戦時共産主義による国民の疲弊を救う為に、「プロドナロク(Prodnaloq)」と呼ばれた食料税を納めた後の残余農産物については市場で自由に売買してよいとする市場原理を部分的に容認したネップ（新経済政策）を導入した（詳細はプロドナロクを参照）。1922年、イルディリムは、そのプロドナロクを徴収する徴税官となった。
イルディリムは総延長407キロメートルにおよぶバクー＝ジュルファ鉄道の建設を監督した。1923年から1924年にかけて、彼はバクー市電のトラム（ソ連初のトラムでもある）の建設のリーダーの一人であった。1926年、バクー＝サブンチュ電気鉄道の建設を指揮した。これはソ連で最初の電化された鉄道路線であった。
1924年から1928年にかけて、イルディリムはアゼルバイジャン社会主義共和国の国民経済最高会議の副議長を務めた。彼はアゼルバイジャンの電化政策を推進し、その結果、1500馬力の発電揚力を持つ19の発電所が建設され、1924年から1927年にかけて稼働を開始した。
1928年に、チンギス・イルディリムは郵便電信人民委員に就任した。1年後の1929年、彼のアゼルバイジャンでの活動は終了し、モスクワに召喚された。彼の大きな夢の1つは、ダシュカサンに冶金工場を建設することであった。しかし、そのとき彼は、世界最大となるマグニトゴルスク製鉄所の建設を命じられた。1934年には、マグニトゴルスクの建設のほかにソ連の冶金工学の中心地のひとつであるクリヴォイ・ローグのクリヴォリジュスタリ製鉄所の建設の工程管理も行った。建設ブームの最中、イルディリムは米国に派遣され、マグニトゴルスクでのプラント建設に必要な資材の発送を手配した。

## 逮捕と処刑
1937年7月7日、イルディリムはNKVDによって逮捕され、反革命の容疑で起訴された。彼はドニプロペトロフスク、バクー、モスクワにも拘留された。モスクワでは、彼は最初にレフォルトヴォ刑務所に収監され、その後、政治犯で知られる過酷な場所、スハノフカ刑務所に移送された。NKVDによって彼自身には死刑を宣告されたが、彼の家族には彼は死刑ではなく外部と一切連絡出来ない流刑地での10年間の刑が宣告されたと伝えられた。彼は1937年の夏に銃殺されたとされるが、スハノフカ刑務所に投獄されていた外務委員会の職員であったエヴゲニー・グネディンの証言によれば、イルディリムは2年間の密室内での拷問を受けても一切自分の罪を告白せず、他の誰かの罪の証言の陳述も行わなかった。その為、彼に死刑を宣告できず10年の刑を宣告したが、結局銃殺されたとする。また別の資料では、1938年7月7日に逮捕され、1941年7月7日に判決を受け、1956年12月12日に名誉回復が為されたとしている。その肝心の処刑の日について、最も運命的で皮肉な日付に亡くなったとするものは、彼は1941年の4月27日（彼がアゼルバイジャン民主共和国に反乱を起こした日）に銃殺されているとしている。

## 映画
1986年に、アゼルバイジャンにおけるソビエト体制の確立の闘争劇を取り上げ、チンギス・イルディリムに捧げるとした映画作品 『海からのサインを待つ』が制作上映された。